# Pyotr Wrangel
Pyotr Nikolayevich Wrangel (em russo:  Пётр Никола́евич Вра́нгель, em alemão:  Peter von Wrangel), Mukuliai, 27 de agosto de 1878 – Bruxelas, 25 de abril de 1928, foi um barão, general do Exército imperial russo e mais tarde líder do Exército Branco durante a Guerra civil russa.

## História de vida
Wrangel nasceu em Mukuliai, no Império Russo (próximo da actual cidade de Zarasai, na Lituânia). A família Wrangel pertencia à nobreza local alemã.
Depois de se graduar na Escola Superior Técnica Rostov em 1896 e no Instituto de Engenharia Mineira em São Petersburgo em 1901, Wrangel voluntariou-se para o exército e tornou-se oficial de reserva em 1902 depois de se graduar na Escola de Cavalaria Nikolaev.

## Guerra Russo-Japonesa
No inicio da Guerra Russo-Japonesa em 1904, ele juntou-se ao 2º Regimento do Corpo de Cossaks Transbaikal. Em Dezembro de 1904, foi promovido para o posto de Tenente. Depois da guerra terminar, ele ingressou no 55º Regimento de Dragões Finlandeses, onde participou numa expedição punitiva sob as ordens do General A. N. Orlov, na região báltica. Em 1907 regressou para o Corpo de Cossaks Transbaikal. Wrangel graduou-se então na Academia Imperial General Mykolayiv em 1910 e na Escola de Oficiais de Cavalaria em 1911.

## Primeira Guerra Mundial
Com o início da Primeira Guerra Mundial, Wrangel foi promovido a Capitão e foi encarregado de comandar uma esquadra de cavalaria. A 13 de Outubro de 1914 ele tornou-se um dos primeiros oficiais russos a ser condecorado com a Ordem de São Jorge (4º grau) durante a guerra - a mais alta condecoração militar do Império Russo.
Em Dezembro de 1914 foi promovido a Coronel. Wrangel, a Outubro de 1915, foi transferido para a frente sudoeste russa e foi nomeado comandante do 1º Regimento de Cossaks Transbaikal. Esta unidade era muito activa na Galícia contra os austríacos, e Wrangel distinguiu-se de entre os outros comandantes durante a Ofensiva Brusilov. Ele foi promovido a Major General em Janeiro de 1917, e tomou o comando da 2ª Brigada da Divisão de Cavalaria de Ussuri, que havia-se fundido com outras unidades de cavalaria para formar o Corpo Consolidado de Cavalaria, em Julho do mesmo ano.
Wrangel foi ainda condecorado com a Cruz de São Jorge (4º grau) pela sua fantástica defesa do Rio Zbruch no verão de 1917.

## Guerra Civil Russa
Com o fim da participação russa na guerra, Wrangel deixou a sua vida militar e foi viver para Yalta, na Crimeia. Preso pelos Bolcheviques no final de 1917, ele foi liberto e escapou para Kiev, onde juntou-se a Pavlo Skoropadskyi. Em Agosto de 1918 ele ingressou no anti-bolchevique Exército Branco, em Yekaterinodar, onde foi-lhe dado o comando da 1ª Divisão de Cavalaria e o posto de Major General no Exército Branco.
Após a Segunda Campanha Kuban, no final de 1918, ele foi promovido a Tenente General, e a sua divisão de cavalaria passou a ser um corpo.
Um comandante agressivo, ele ganhou inúmeras batalhas no norte do Cáucaso. De Janeiro de 1919, a sua força militar foi apelidada de Exército Voluntário do Cáucaso. À medida que a influencia de Wrangel ia crescendo, outros comandantes ficaram de olho nele. Anton Denikin queria efectuar uma marcha até Moscovo, mas Wrangel insistiu que as forças militares deviam ir primeiro para Tsaritsym, para juntarem-se com o exército do Almirante Aleksandr Kolchak. Conseguiu o que havia planejado, a 30 de Junho de 1919, depois de Pyotr Krasnov ter tentado por 3 vezes e falhado, em 1918.
Ele ganhou a reputação de um experimente e justo administrador que, em contraste com outros generais do Exército Branco, não tolerava quem não cumprisse a lei nem permitia que as suas tropas saqueassem as povoações por onde passavam. 
Após insistir várias vezes em alternativas para o sucesso militar do Exército Branco, contra as ideias de vários dos líderes, Wrangel foi removido do comando e partiu para o exílio em Constantinopla, a 8 de Fevereiro de 1920.

Porém, a 20 de Março de 1920, Denikin foi forçado a demitir-se, e um comite militar liderado pelo General Abram Dragomirov em Sevastopol pediu a Wrangel para voltar como Comandante-em-chefe das forças do Exército Branco na Crimeia. Ele tomou posse do posto no dia 4 de Abril de 1920, e começou a ter alguma influencia na política, ajudando na instauração de reformas. 
Ele também reconheceu e estabeleceu relações com as novas e prematuras repúblicas independentes anti-bolcheviques da Ucrânia e da Geórgia, entre outras. Por esta altura da Guerra Civil Russa, tais medidas era demasiado tardias, e o Exército Branco começou rapidamente a perder apoio tanto dos russos como das potências estrangeiras. Wrangel ficou imortalizado pelo apelido "Barão Negro" numa famosa marcha do Exército Vermelho intitulada "O Exército Vermelho é o mais forte", marcha esta criada como uma chamada para um esforço final por parte dos bolcheviques para terminar a guerra civil. Esta marcha tornou-se imensamente popular por todo o estado soviético durante os anos 20, espalhando-se aos poucos pelo mundo.

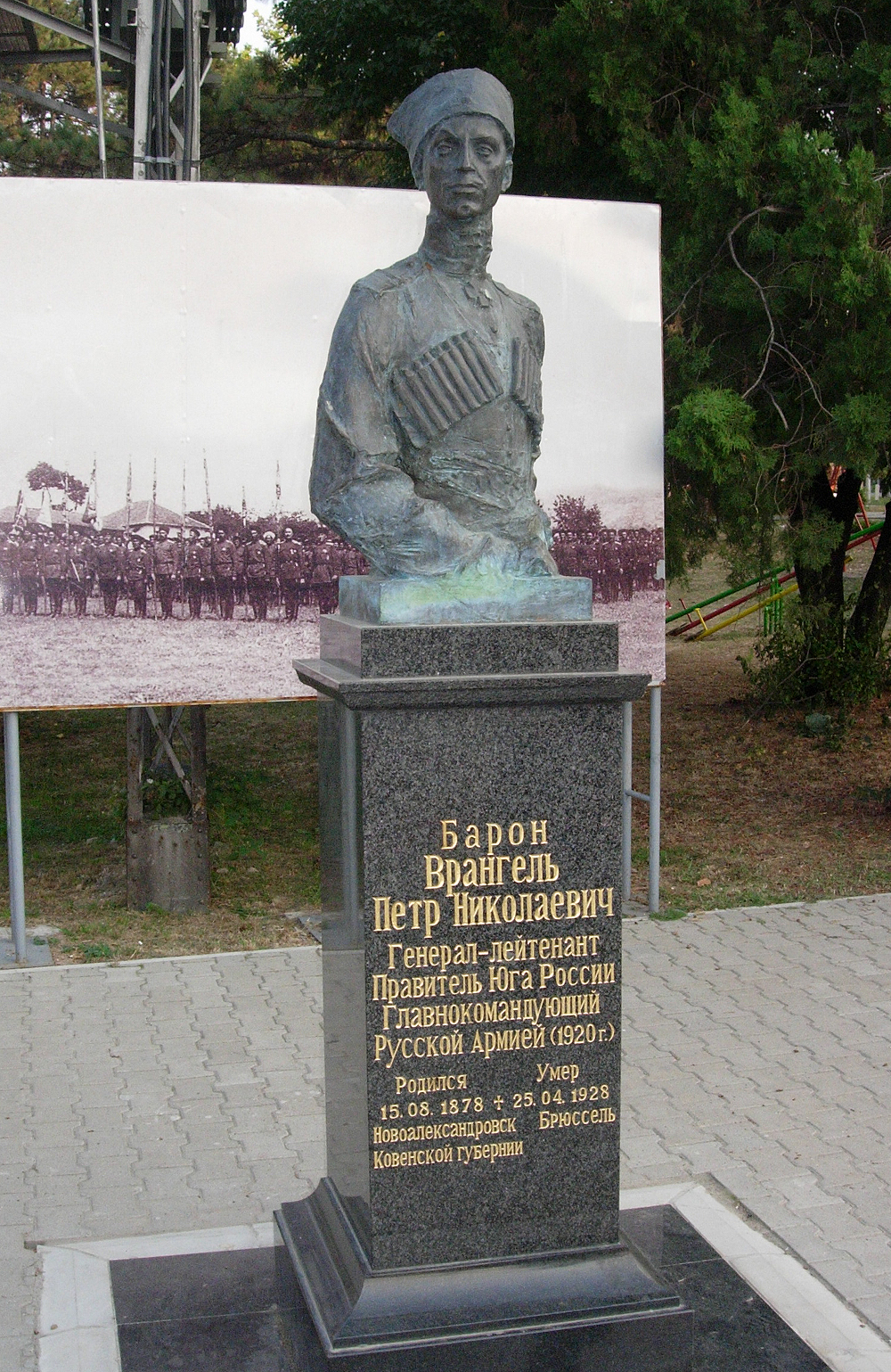
Estátua de Wrangel em Sremski Karlovci.

## Falecimento
Wrangel morreu subitamente em 1928, e sua família crê que fôra envenenado por um conhecido de seu irmão, que viveu brevemente na sua residência em Bruxelas e que seria um agente soviético.  Seu funeral e enterro ocorreu em Bruxelas, mas seus restos mortais foram transferidos para a Igreja Ortodoxa da Santíssima Trindade em Belgrado de acordo com seus desejos, a 6 de outubro de 1929.  A cidade de Sremski Karlovci, que serviu-lhe de quartel-general, ergueu um monumento em sua honra e memória.

## Ver Também
- Primeira Guerra Mundial
- Exército Branco
- Guerra Civil Russa
- Guerra Civil Ucraniana